# Noul val cehoslovac (cinematografie)
Noul val cehoslovac (cunoscut și ca Noul val ceh) este un termen folosit pentru filmele realizate în anii 1960 de regizorii cehi Miloš Forman, František Vláčil, Věra Chytilová, Ivan Passer, Pavel Juráček, Jaroslav Papoušek, Jiří Menzel, Jan Němec, Jaromil Jireš, Vojtěch Jasný, Evald Schorm și de regizorii slovaci Dušan Hanák, Juraj Herz, Juraj Jakubisko, Štefan Uher, Ján Kadár, Elo Havetta și alții. Calitatea și deschiderea filmelor a făcut ca genul lor să fie numit Miracolul cinematografic cehoslovac.

## Privire de ansamblu
Noul val cehoslovac a fost o mișcare artistică în domeniul cinematografiei, care a evoluat din mișcarea Devětsil din anii 1930. Nemulțumiți de regimul comunist care s-a instaurat în Cehoslovacia în 1948, elevii de la Școala de Film și Televiziune a Academiei de Arte Teatrale din Praga (cunoscută, de asemenea, sub numele de FAMU) au devenit disidenții timpului lor. Obiectivul lor în realizarea filmelor a fost „să facă poporul ceh să devină conștient în mod colectiv de faptul că participă la un sistem opresiv și incompetent care îi brutalizează”.
Caracteristicile comerciale ale mișcării sunt dialogurile spontane lungi, umorul negru și absurd și distribuirea unor actori neprofesioniști. Filmele au tratat teme care anterior au reușit rareori să treacă de cenzură în țările comuniste precum tinerii dezorientați din societatea cehoslovacă portretizați de Miloš Forman în Asul de pică (în cehă Černý Petr 1963) și Dragostea unei blonde (Lásky jedné plavovlásky 1965), sau cei prinși într-un vârtej suprarealist în filmele Margarete (Sedmikrásky 1966) al Věrei Chytilová și Valerie și săptămâna ei de nebunii (Valerie un týden divů 1970) al lui Jaromil Jireš. 
Noul val cehoslovac a fost diferit de Noul Val Francez, deoarece a avut avut narațiuni mai solide și un acces mai mare la lucrul în studiouri și la finanțarea de stat, deoarece acești regizori lucrau într-o industrie de film naționalizată. Ei au avut, de asemenea, tendința de a prezenta filme inspirate din literatura cehă, precum adaptarea romanului anticomunist Gluma (Žert 1969) al lui Milan Kundera de către Jaromil Jireš. La cel de-al patrulea Congres al Uniunii Scriitorilor cehoslovaci din 1967, Milan Kundera însuși a descris acest val al cinematografiei naționale ca o parte importantă a istoriei literaturii cehoslovace. Balul pompierilor (Hoří, má panenko 1967) al lui Forman, un alt film mare al epocii, rămâne un film cult de mai mult de patru decenii de la lansare. 
După ce Alexander Dubček a fost ales la conducerea Partidului Comunist din Cehoslovacia și a inițiat planuri de a prezenta un "socialism cu față umană" prin reforme și liberalizare (o scurtă perioadă cunoscută sub numele de Primăvara de la Praga), Uniunea Sovietică și aliații ei din Pactul de la Varșovia au invadat țara pentru a stopa încercarea de reformă. Mișcarea a ajuns la un final brusc, iar Miloš Forman și Jan Němec au fugit din țară, în timp ce regizorii care au rămas au trebuit să se lupte cu cenzura.

## Filme cehe
Majoritatea filmelor realizate în timpul Noului Val au fost filme în limba cehă și nu în limba slovacă. Mulți regizori au venit de la prestigioasa academie FAMU, situată în Praga, în timp ce studiourile Barrandov se aflau chiar la marginea orașului Praga. Printre cei mai importanți regizori cehi s-au aflat Miloš Forman, care a regizat Balul pompierilor, Asul de pică și Dragostea unei blonde în acest timp, Věra Chytilová, care este cea mai cunoscută pentru filmul Margarete, și Jiří Menzel, al cărui film Trenuri bine păzite (Ostře sledované vlaky 1966) a câștigat Premiul Oscar pentru cel mai bun film străin.

## Filme slovace
Magazinul de pe strada mare (Obchod na korze 1965), regizat de Ján Kadár și Elmar Klos, a câștigat Premiul Oscar pentru cel mai bun film străin în anul 1966. Acțiunea acestuia are loc în Slovacia în timpul celui de-al Doilea Război Mondial și relatează povestea unui bărbat slovac sărac pe nume Anton „Tono” Brtko căruia regimul fascist local îi oferă un loc de muncă ca "proprietar arian" al unui magazin de nasturi ținut de o femeie evreică în vârstă.

## Opere principale ale Noului val cehoslovac
- Soarele prins în plasă (Slnko v sieti) de Štefan Uher (1962)[3][4]
- Despre altceva (O necem jinem) de Věra Chytilová (1963)
- Asul de pică (Černý Petr) de Miloš Forman (1963)
- Icarie XB-1 de Jindřich Polák (1963)
- The Fifth Horseman is Fear (...a pátý jezdec je Strach ) de Zbynek Brynych (1964)
- Diamantele nopții (Démanty noci) de Jan Nemec (1964)
- Dragostea unei blonde (Lásky jedné plavovlásky) de Miloš Forman (1965)
- Trăiască republica (Ať žije republika) von Karel Kachyňa, 1965
- Magazinul de pe strada mare (Obchod na korze) de Ján Kadár și Elmar Klos (1965)
- Micile perle (Perlicky na dne) de Jiří Menzel, Jan Němec, Evald Schorm, Věra Chytilová, Jaromil Jireš (1966)
- Trenuri bine păzite (Ostře sledované vlaky) de Jiří Menzel (1966)
- Micile margarete (Sedmikrasky) de Věra Chytilová (1966)
- Balul pompierilor (Hoří, má panenko) de Miloš Forman (1967)
- Deserters and Pilgrims aka The Deserter and the Nomads (Zbehovia a pútnici) de Juraj Jakubisko (1968)
- Gluma (Zert) de Jaromil Jireš (1968)
- Cronica moravă (Vsichni dobrí rodáci) de Vojtěch Jasný (1968)
- The Gala in the Botanical Garden (Slávnost v botanickej záhrade) de Elo Havetta (1969)[5]
- Incineratorul (Spalovac mrtvol) de Juraj Herz (1969)
- Vtáčkovia, siroty a blázni (Păsări, orfani și nebuni) de Juraj Jakubisko (1969)
- O duminică în familie (Ecce Homo Homolka) de Jaroslav Papoušek (1969)
- Případ pro začínajícího kata de Pavel Juráček (1969)
- Valerie și săptămâna ei de nebunii (Valerie a týden divu) de Jaromil Jireš (1970)
- Morgiana de Juraj Herz (1972)